# 日暮裕一
日暮 裕一（ひぐらし ゆういち、1957年11月13日 - 2001年7月）は、千葉県出身の脚本家・放送作家。
1981年、ドラマ『西部警察』のプロット募集に入選し、同作で脚本家デビュー。主に80年代から90年代まで、刑事ドラマやテレビアニメの脚本家として活躍していた。代表作は「シティーハンター」シリーズ、「ベイシティ刑事」、「さすらい刑事旅情編」「風の刑事東京発」「科捜研の女」シリーズなど。

## 主な参加作品

### テレビドラマ
- 西部警察 （1979年 - 1982年）脚本
- 西部警察 PART-II （1982年 - 1983年）脚本
- 西部警察 PART-III （1983年 - 1984年）脚本
- ただいま絶好調! （1985年）脚本－メイン
- セーラー服反逆同盟 （1986年 - 1987年）脚本－メイン
- あぶない刑事 （1987年）脚本
- ベイシティ刑事（1987年－1988年）脚本－メイン
- さすらい刑事旅情編 （1988年 - 1995年）脚本－シリーズ最多登板
- キャッツ・アイ （1988年）脚本
- ゴリラ・警視庁捜査第8班 （1989年 - 1990年）脚本
- ドラマチック22 （1990年 - 1991年）脚本
- 裏刑事-URADEKA- （1992年）脚本－2本
- 真夏の刑事 （1992年）脚本
- 愛しの刑事 （1992年 - 1993年）脚本
- 殿さま風来坊隠れ旅 （1994年）脚本
- 風の刑事・東京発! （1995年 - 1996年）脚本－メイン
- 刑事追う! （1996年）脚本
- はみだし刑事情熱系 PART1　（1996－1997年）脚本－2本
- 京都迷宮案内 （1999年 - 2000年）脚本
- 科捜研の女 （1999年 - 2000年）脚本－メイン

### 映画
- 押忍!!空手部 （1990年）脚本

### テレビアニメ
- キャッツ♥アイ 第2期（1984年 - 1985年）脚本
- シティーハンターシリーズ
  - シティーハンター（1987年 - 1988年）脚本
  - シティーハンター2（1988年 - 1989年）脚本
  - シティーハンター3（1989年 - 1990年）脚本
  - シティーハンターSP グッド・バイ・マイ・スイート・ハート（1997年）脚本
- それいけ!アンパンマン （1993年 - 1994年）脚本
- 怪盗セイント・テール （1995年 - 1996年）脚本
- 名探偵コナン （1996年 - 1998年）脚本※番組中に訃報テロップが流された。
- 人形草紙あやつり左近 （2000年）脚本

### バラエティ番組
- 驚きももの木20世紀　構成